# Itatiaincola
Itatiaincola is een geslacht van hooiwagens uit de familie Gonyleptidae.
De wetenschappelijke naam Itatiaincola is voor het eerst geldig gepubliceerd door H. E. M. Soares & B. A. Soares in 1948. 

## Soorten
Itatiaincola is monotypisch en omvat slechts de volgende soort:
- Itatiaincola nanus